# Bélhám

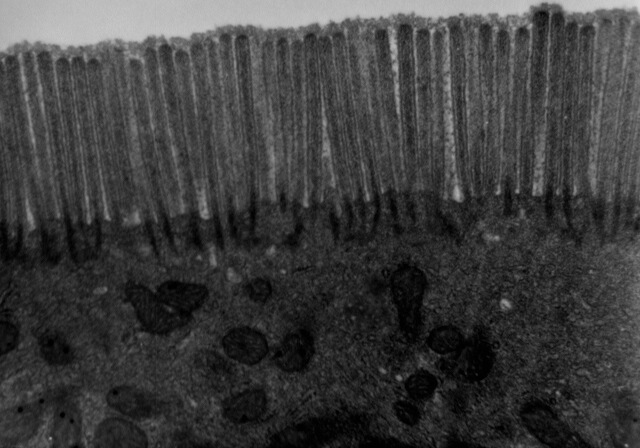
Az éhbél (jejunum) hámjának mikrobolyhai. (Elektronmikroszkópos felvétel)

A bélhám a vékonybelet  és vastagbelet borító kutikulás hengerhámszövet

## Szerepe, jellemzői
Elsősorban  az emésztőrendszer működésében vesz részt, emellett  részét képezi az immunrendszernek is, mivel akadályt képez a kórokozóknak és olyan (TLR4) receptorokat fejeződnek  ki sejtjei a felszínükön, amelyek  Gram negatív baktériumok lipopoliszacharidjait képesek felismerni). Az emlősök béltraktusát egyrétegű hámszövet fedi, sejtjei 4-5 naponta kicserélődnek.
A vékonybélbeli hámsejtek felszínét mikrobolyhok, kesztyűujjszerű sejtnyúlványok fedik, amelyek a tápanyag felszívást végző felületet jelentősen megnövelik, a sejtek között pedig  speciális sejt-sejt  kapcsolatok, tight junction-ok zárják el az utat, így téve a hámszövetet a kórokozók, és a folyadékban oldott molekulák számára is átjárhatatlanná.